# Street Songs

Street Songs est le 5e album du chanteur funk Rick James sorti en 1981. C'est un album funk et soul.

## Les titres
1. Give It To Me Baby
2. Ghetto Life
3. MAke Love To Me
4. Mr Policeman
5. Super Freak
6. Fire and Desire
7. Call Me Up
8. Below the Funk (Pass The J)